# Марипасула (аэропорт)
Аэропорт Марипасула (код ИАТА: MPY • код ИКАО: SOOA) — гражданский аэропорт во Французской Гвиане. Находится в 3,5 км. к северу от центра города Марипасула в округе Сен-Лоран-дю-Марони, недалеко от реки Лава, которая образует границу между Французской Гвианой и Суринамом.
Аэродром имеет одну взлётно-посадочную полосу длиной 1185 метров. Превышение взлётно-посадочной полосы 124 метра. Движение ограничено самолетами с максимальным размахом крыла 24 метра. Взлётно-посадочная полоса не оборудована для работы в ночное время.
Вход в терминал расположен к северу от центра Марипасулы, на дороге, соединяющей Марипасулу с коммуной Папаихтон.
Air Guyane Express — единственная компания, выполняющая коммерческие рейсы на этом аэродроме. Запланировано до пяти ежедневных рейсов в Кайенну и обратно. Вылеты почти ежедневно осуществляются и в Гранд Санти, Сен-Лоран дю Марони и Саюль.

## Статистика
Данные из запроса в Викиданные.

## Галерея

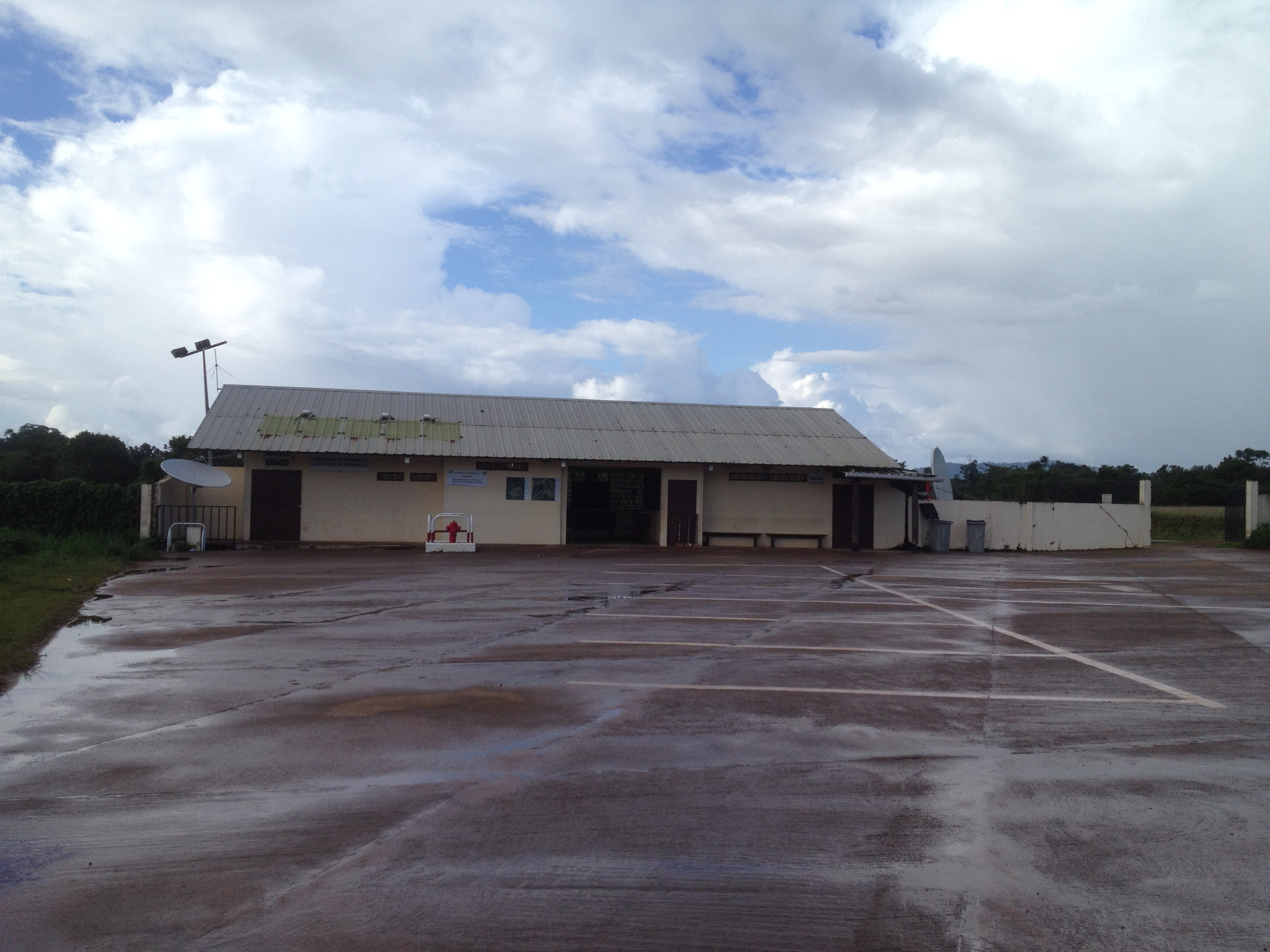
Аэропорт Марипасула — стоянка и посадочный терминал.
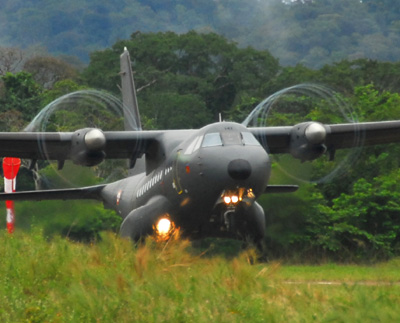
Casa Cn 235-200m французских ВВС взлетает с взлётно-посадочной полосы Марипасула.